# Aero Zeppelin
«Aero Zeppelin» es una canción de la banda de grunge Nirvana, grabada en los estudios Reciprocal Recording el 23 de enero de 1988. Fue lanzado de forma oficial como la pista 13 del álbum de rarezas Incesticide en 1992. La canción fue interpretada múltiples veces entre 1987 y 1988, y también fue interpretada en una sola ocasión en 1989. La letra, disponible en Journals, es un ataque a la conformidad y a la cultura pop de los ochenta, además de mencionar temas como la composición musical, la moda y la devoción de los fanáticos. Su título combina los nombres de dos bandas de hard rock: Aerosmith y Led Zeppelin.
- Datos: Q5658876